# Polnischer Fußballpokal 1992/93

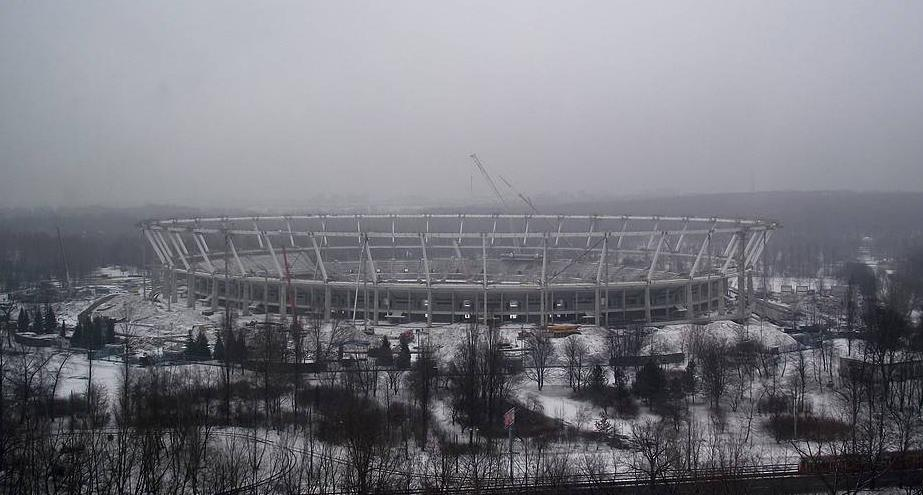
Das Stadion Śląski in Chorzów, Austragungsort des polnischen Pokalfinales 1993

Der Puchar Polski 1992/93 war die 39. Ausspielung des polnischen Pokalwettbewerbs. Er begann am 25. Juli 1992 und wurde mit dem Finale am 23. Juni 1993 abgeschlossen.
GKS Katowice gewann den nationalen Pokal zum dritten Mal bei seiner sechsten Finalteilnahme. Endspielgegner war die zweite Mannschaft von Ruch Chorzów, die sich als regionaler Pokalsieger der Woiwodschaft Kattowitz für die Hauptrunde qualifiziert hatte. Durch den Pokalgewinn war GKS Katowice für die Teilnahme am Europapokal der Pokalsieger qualifiziert.
Titelverteidiger Miedź Legnica schied im Achtelfinale aus.

## Teilnehmende Mannschaften
| 1. Liga 18 Vereine der Saison 1991/92 | 2. Liga 36 Vereine der Saison 1991/92 | 2. Liga 36 Vereine der Saison 1991/92 | 49 Regionale Teilnehmer aus den Woiwodschaften | 49 Regionale Teilnehmer aus den Woiwodschaften | 49 Regionale Teilnehmer aus den Woiwodschaften | 49 Regionale Teilnehmer aus den Woiwodschaften |
| Lech Posen GKS Katowice Widzew Łódź Górnik Zabrze Ruch Chorzów Śląsk Wrocław Wisła Krakau Zawisza Bydgoszcz Zagłębie Lubin Legia Warschau ŁKS Łódź Hutnik Krakau Stal Mielec Olimpia Posen Motor Lublin Stal Stalowa Wola Zagłębie Sosnowiec Igloopol Dębica | Pogoń Szczecin Szombierki Bytom Miedź Legnica (TV) Górnik Pszów Stilon Gorzów Wielkopolski Raków Częstochowa Polonia Bytom Lechia Gdańsk Ślęza Wrocław Naprzód Rydułtowy Zagłębie Wałbrzych Bałtyk Gdynia Warta Posen Polger Police Moto Jelcz Oława Chrobry Głogów Odra Wodzisław Górnik Wałbrzych | Siarka Tarnobrzeg Jagiellonia Białystok Stal Rzeszów Boruta Zgierz Chemik Bydgoszcz Błękitni Kielce Polonia Warschau Avia Świdnik GKS Bełchatów Petrochemia Płock Resovia Rzeszów OKS Stomil Olsztyn Korona Kielce Wisłoka Dębica Gwardia Warschau Olimpia Elbląg Sandecja Nowy Sącz KS Cracovia | - W. Biała Podlaska AZS Biała Podlaska - W. Białystok MZKS Wasilków - W. Bielsko-Biała BKS Stal Bielsko-Biała - W. Bydgoszcz Goplania Inowrocław - W. Chełm Start 1994 Krasnystaw - W. Ciechanów Mławianka Mława - W. Częstochowa Raków II Częstochowa - W. Elbląg Pomezania Malbork - W. Gdańsk Polonia Gdańsk - W. Gorzów Celuloza Kostrzyn - W. Jelenia Góra Olimpia Kamienna Góra - W. Kalisz Wistil Kalisz | - W. Katowice Ruch II Chorzów - W. Kielce Bucovia Bukowa - W. Konin Górnik Konin - W. Koszalin Gwardia Koszalin - W. Kraków Garbarnia Krakau - W. Krosno Karpaty Krosno - W. Legnica Górnik Złotoryja - W. Leszno Rawia Rawicz - W. Lublin KS Lublinianka - W. Łomża Olimpia Zambrów - W. Łódź ŁKS II Łódź - W. Nowy Sącz Harnaś Tymbark | - W. Olsztyn Jeziorak Iława - W. Opole Odra Opole - W. Ostrołęka Bug Wyszków - W. Piła Orzeł Biały Wałcz - W. Piotrków Concordia Piotrków Trybunalski - W. Płock Górnik Łęczyca - W. Poznań Olimpia II Posen - W. Przemyśl Kamax Kańczuga - W. Radom Radomiak Radom - W. Rzeszów Stal II Mielec - W. Siedlce Pogoń Siedlce - W. Sieradz Terpol Sieradz - W. Skierniewice Eden Rogów | - W. Słupsk Jantar Ustka - W. Suwałki Wigry Suwałki - W. Szczecin Błękitni Stargard Szczeciński - W. Tarnobrzeg Tłoki Stal Gorzyce - W. Tarnów Tarnovia Tarnów - W. Toruń Elana Toruń - W. Wałbrzych Kryształ Stronie Śląskie - W. Warszawa Polkolor Piaseczno - W. Włocławek Włocłavia Włocławek - W. Wrocław Zootechnik Żórawina - W. Zamość Hetman Zamość - W. Zielona Góra Dozamet Nowa Sól |

## Vorrunde
Die Vorrunde fand am 25. Juli 1992 mit 18 von 49 Teilnehmern aus den Woiwodschaften statt. Die übrigen Vertreter der Woiwodschaften hatten ein Freilos.
| Datum      |                                | Ergebnis  |                   |
| ---------- | ------------------------------ | --------- | ----------------- |
| 25.07.1992 | Concordia Piotrków Trybunalski | 3:1       | Terpol Sieradz    |
| 25.07.1992 | Tarnovia Tarnów                | 0:4       | Karpaty Krosno    |
| 25.07.1992 | Raków II Częstochowa           | 2:1 n. V. | Odra Opole        |
| 25.07.1992 | Gwardia Koszalin               | 3:0       | Jantar Ustka      |
| 25.07.1992 | Pomezania Malbork              | 3:1 n. V. | Jeziorak Iława    |
| 25.07.1992 | Celuloza Kostrzyn              | 1:0       | Orzeł Biały Wałcz |
| 25.07.1992 | Olimpia Kamienna Góra          | 1:2       | Górnik Złotoryja  |
| 25.07.1992 | Mławianka Mława                | 2:1       | Górnik Łęczyca    |
| 25.07.1992 | Kamax Kańczuga                 | 1:6       | Hetman Zamość     |

## 1. Runde
Die 1. Runde fand am 1. August 1992 statt.
| Datum      |                                | Ergebnis              |                        |
| ---------- | ------------------------------ | --------------------- | ---------------------- |
| 01.08.1992 | Górnik Złotoryja               | 1:0                   | Celuloza Kostrzyn      |
| 01.08.1992 | Goplania Inowrocław            | 2:1                   | Elana Toruń            |
| 01.08.1992 | MZKS Wasilków                  | 4:2 n. V.             | AZS Biała Podlaska     |
| 01.08.1992 | Ruch II Chorzów                | 1:0                   | BKS Stal Bielsko-Biała |
| 01.08.1992 | Bucovia Bukowa                 | 0:1 n. V.             | Tłoki Stal Gorzyce     |
| 01.08.1992 | Ravia Rawicz                   | 1:0                   | Olimpia II Posen       |
| 01.08.1992 | Start 1994 Krasnystaw          | 1:1 n. V. (3:4 i. E.) | Radomiak Radom         |
| 01.08.1992 | Harnaś Tymbark                 | 2:4                   | Stal II Mielec         |
| 01.08.1992 | Wigry Suwałki                  | 1:0                   | Olimpia Zambrów        |
| 01.08.1992 | Pogoń Siedlce                  | 2:0                   | KS Lublinianka         |
| 01.08.1992 | Zootechnik Żórawina            | 0:2                   | Wistil Kalisz          |
| 01.08.1992 | Eden Rogów                     | 2:2 n. V. (4:3 i. E.) | Włocłavia Włocławek    |
| 01.08.1992 | ŁKS II Łódź                    | 0:4                   | Polkolor Piaseczno     |
| 01.08.1992 | Raków II Częstochowa           | 1:2                   | Garbarnia Krakau       |
| 01.08.1992 | Concordia Piotrków Trybunalski | 1:3                   | Górnik Konin           |
| 01.08.1992 | Mławianka Mława                | 1:5                   | Bug Wyszków            |
| 01.08.1992 | Błękitni Stargard Szczeciński  | 3:2                   | Gwardia Koszalin       |
| 01.08.1992 | Kryształ Stronie Śląskie       | 4:1                   | Dozamet Nowa Sól       |
| 01.08.1992 | Pomezania Malbork              | 0:1                   | Polonia Gdańsk         |
| 01.08.1992 | Karpaty Krosno                 | 4:2                   | Hetman Zamość          |

## 2. Runde
Die Spiele der 2. Runde wurden am 12. und 13. August 1992 ausgetragen. Es nahmen die Gewinner der 1. Runde sowie die Mannschaften der 2. Liga der Saison 1991/92 teil.
| Datum      |                               | Ergebnis              |                            |
| ---------- | ----------------------------- | --------------------- | -------------------------- |
| 12.08.1992 | Pogoń Siedlce                 | 3:0                   | Resovia Rzeszów            |
| 12.08.1992 | Wistil Kalisz                 | 0:2                   | Ślęza Wrocław              |
| 12.08.1992 | Stal II Mielec                | 2:1                   | Stal Rzeszów               |
| 12.08.1992 | Polkolor Piaseczno            | 2:2 n. V. (3:2 i. E.) | Boruta Zgierz              |
| 12.08.1992 | Górnik Konin                  | 0:2 n. V.             | Raków Częstochowa          |
| 12.08.1992 | Polonia Gdańsk                | 0:0 n. V. (4:5 i. E.) | Chemik Bydgoszcz           |
| 12.08.1992 | Karpaty Krosno                | 1:0                   | Avia Świdnik               |
| 12.08.1992 | Gwardia Warschau              | 1:2                   | GKS Bełchatów              |
| 12.08.1992 | Sandecja Nowy Sącz            | 2:4                   | Wisłoka Dębica             |
| 12.08.1992 | Cracovia                      | 1:3                   | Błękitni Kielce            |
| 12.08.1992 | Bug Wyszków                   | 1:0 n. V.             | Petrochemia Płock          |
| 12.08.1992 | Błękitni Stargard Szczeciński | 2:3                   | Lechia Gdańsk              |
| 12.08.1992 | Kryształ Stronie Śląskie      | 1:4                   | Górnik Pszów               |
| 12.08.1992 | MZKS Wasilków                 | 0:2                   | Polonia Warschau           |
| 12.08.1992 | Ruch II Chorzów               | 2:1                   | Polonia Bytom              |
| 12.08.1992 | Ravia Rawicz                  | 2:4                   | Polger Police              |
| 12.08.1992 | Wigry Suwałki                 | 1:1 n. V. (2:3 i. E.) | OKS Stomil Olsztyn         |
| 12.08.1992 | Odra Wodzisław                | 1:2                   | Zagłębie Wałbrzych         |
| 12.08.1992 | Moto Jelcz Oława              | 0:3                   | Warta Posen                |
| 12.08.1992 | Górnik Wałbrzych              | 2:1                   | Naprzód Rydułtowy          |
| 12.08.1992 | Górnik Złotoryja              | 0:1                   | Stilon Gorzów Wielkopolski |
| 12.08.1992 | Polonia Elbląg                | 1:5                   | Jagiellonia Białystok      |
| 12.08.1992 | Garbarnia Krakau              | 0:1                   | Szombierki Bytom           |
| 12.08.1992 | Goplania Inowrocław           | 0:3                   | Pogoń Szczecin             |
| 12.09.1992 | Radomiak Radom                | 2:1 n. V.             | Siarka Tarnobrzeg          |
| 12.08.1992 | Chrobry Głogów                | 0:2                   | Miedź Legnica              |
| 13.08.1992 | Eden Rogów                    | 0:4                   | Bałtyk Gdynia              |

## 3. Runde
Die Spiele der 3. Runde fanden am 25. und 25. August 1992 mit den Gewinnern der 2. Runde statt.
| Datum      |                    | Ergebnis              |                            |
| ---------- | ------------------ | --------------------- | -------------------------- |
| 25.08.1992 | Warta Posen        | 1:1 n. V. (3:4 i. E.) | Miedź Legnica              |
| 26.08.1992 | Radomiak Radom     | 1:2 n. V.             | Polonia Warschau           |
| 26.08.1992 | GKS Bełchatów      | 2:3                   | Zagłębie Wałbrzych         |
| 26.08.1992 | Pogoń Siedlce      | 0:3                   | Błękitni Kielce            |
| 26.08.1992 | Karpaty Krosno     | 2:0                   | Szombierki Bytom           |
| 26.08.1992 | Polger Police      | 4:1                   | Stilon Gorzów Wielkopolski |
| 26.08.1992 | Górnik Wałbrzych   | 0:1                   | Ślęza Wrocław              |
| 26.08.1992 | Chemik Bydgoszcz   | 3:6                   | Lechia Gdańsk              |
| 26.08.1992 | Polkolor Piaseczno | 4:1                   | Jagiellonia Białystok      |
| 26.08.1992 | Korona Kielce      | 1:2                   | Górnik Pszów               |
| 26.08.1992 | Bałtyk Gdynia      | 1:2                   | Pogoń Szczecin             |
| 26.08.1992 | Stal II Mielec     | 0:3                   | Wisłoka Dębica             |
| 26.08.1992 | Bug Wyszków        | 2:3 n. V.             | OKS Stomil Olsztyn         |
| 26.08.1992 | Ruch II Chorzów    | 1:1 n. V. (4:2 i. E.) | Raków Częstochowa          |

## 4. Runde
Die 4. Runde fand am 20. und 21. Oktober 1992 mit den Gewinnern der 3. Runde statt. Hinzu kamen die 18 Mannschaften der 1. Liga.
| Datum      |                    | Ergebnis              |                   |
| ---------- | ------------------ | --------------------- | ----------------- |
| 20.10.1992 | Pogoń Szczecin     | 3:4 n. V.             | Wisła Krakau      |
| 20.10.1992 | Polkolor Piaseczno | 1:1 n. V. (2:4 i. E.) | Zagłębie Lubin    |
| 20.10.1992 | Zagłębie Sosnowiec | 1:4 n. V.             | Śląsk Wrocław     |
| 21.10.1992 | Górnik Pszów       | 0:2                   | GKS Katowice      |
| 21.10.1992 | Karpaty Krosno     | 1:3                   | Legia Warschau    |
| 21.10.1992 | Miedź Legnica      | 1:0                   | Igloopol Dębica   |
| 21.10.1992 | Ślęza Wrocław      | 0:3                   | Stal Mielec       |
| 21.10.1992 | OKS Stomil Olsztyn | 4:2                   | Zawisza Bydgoszcz |
| 21.10.1992 | Błękitni Kielce    | 0:1                   | Ruch Chorzów      |
| 21.10.1992 | Ruch II Chorzów    | 1:0                   | Olimpia Posen     |
| 21.10.1992 | Polger Police      | 1:0                   | Stal Stalowa Wola |
| 21.10.1992 | Zagłębie Wałbrzych | 3:0 n. V.             | Motor Lublin      |
| 21.10.1992 | Wisłoka Dębica     | 2:1                   | Hutnik Krakau     |
| 21.10.1992 | Polonia Warschau   | 1:2                   | Górnik Zabrze     |
| 21.10.1992 | Lechia Gdańsk      | 0:3                   | Widzew Łódź       |
| 21.10.1992 | ŁKS Łódź           | 3:1                   | Lech Posen        |

## 5. Runde
Die 5. Runde fand am 10. und 11. November 1992 mit den Gewinnern der 4. Runde statt.
| Datum      |                    | Ergebnis              |                |
| ---------- | ------------------ | --------------------- | -------------- |
| XX.11.1992 | Polger Police      | 2:3 n. V.             | Wisłoka Dębica |
| XX.11.1992 | Wisła Krakau       | 0:1 n. V.             | GKS Katowice   |
| XX.11.1992 | Ruch II Chorzów    | 2:1 n. V.             | Miedź Legnica  |
| XX.11.1992 | Widzew Łódź        | 2:0                   | Ruch Chorzów   |
| XX.11.1992 | Legia Warschau     | 3:0                   | Zagłębie Lubin |
| XX.11.1992 | OKS Stomil Olsztyn | 0:1                   | ŁKS Łódź       |
| XX.11.1992 | Śląsk Wrocław      | 5:2                   | Stal Mielec    |
| XX.11.1992 | Zagłębie Wałbrzych | 1:1 n. V. (4:3 i. E.) | Górnik Zabrze  |

## Viertelfinale
Die Spiele wurden in Hin- und Rückspielen ausgetragen. Die erstgenannten Mannschaften hatten zuerst Heimrecht. Die Hinspiele fanden am 10. März 1993, die Rückspiele am 23. und 24. März 1993 statt.
|                 | Gesamt |                | Hinspiel | Rückspiel |
| --------------- | ------ | -------------- | -------- | --------- |
| Śląsk Wrocław   | 4:1    | Widzew Łódź    | 1:0      | 3:1       |
| Ruch II Chorzów | 3:0    | Wisłoka Dębica | 1:0      | 2:0       |
| GKS Katowice    | 1:0    | ŁKS Łódź       | 1:0      | 0:0       |
| KP Wałbrzych 1  | 2:3    | Legia Warschau | 2:1      | 0:2       |

## Halbfinale
Die erstgenannten Mannschaften hatten zuerst Heimrecht. Die Hinspiele fanden am 7., die Rückspiele am 23. April 1993 statt.
|                | Gesamt |                 | Hinspiel | Rückspiel |
| -------------- | ------ | --------------- | -------- | --------- |
| Legia Warschau | 0:1    | GKS Katowice    | 0:1      | 0:0       |
| Śląsk Wrocław  | 2:5    | Ruch II Chorzów | 1:1      | 1:4       |

## Finale
| Ruch II Chorzów                           | Ruch II Chorzów | GKS Katowice | GKS Katowice |
| ----------------------------------------- | --- | --- | ------------ |
| Ruch II Chorzów                           | \| 23. Juni 1993 in Chorzów (Stadion Śląski) \| \| Ergebnis: 1:1 n. V. (1:1, 1:0), 4:5 i. E. \| \| Zuschauer: 10.000 \| \| Schiedsrichter: Ryszard Wójcik (Opole) \|                                                  | \| 23. Juni 1993 in Chorzów (Stadion Śląski) \| \| Ergebnis: 1:1 n. V. (1:1, 1:0), 4:5 i. E. \| \| Zuschauer: 10.000 \| \| Schiedsrichter: Ryszard Wójcik (Opole) \| | GKS Katowice |
| Ruch II Chorzów                           | Piotr Lech - Piotr Mosór, Grzegorz Wagner, Tomasz Fornalik, Mariusz Jendryczko - Michał Probierz, Posiłek (79. Piecha), Jacek Bednarz, Mariusz Śrutwa - Radosław Gilewicz, Roman Dąbrowski Cheftrainer: Edward Lorens | Janusz Jojko – Adam Ledwoń, Roman Szewczyk, Krzysztof Maciejewski, Zdzisław Strojek (46. Adam Kucz) - Marek Świerczewski, Piotr Świerczewski, Dariusz Grezesik (106. Pawłowski), Grzegorz Borawski - Marian Janoszka, Dariusz Wolny Cheftrainer: Adolf Blutsch ( Österreich) | GKS Katowice |
| Ruch II Chorzów                           | 1:0 Mariusz Śrutwa (37.) | 1:1 Marian Janoszka (51.) | GKS Katowice |
| Ruch II Chorzów                           | Elfmeterschießen | | GKS Katowice |
| Ruch II Chorzów                           | 1:0 Mariusz Jendryczko 0 Radosław Gilewicz (gehalten Jojko) 2:2 Jacek Bednarz 3:3 Grzegorz Wagner 4:4 Roman Dąbrowski                                                                                                 | 1:1 Marian Janoszka 1:2 Roman Szewczyk 2:3 Krzysztof Maciejewski 3:4 Marek Świerczewski 4:5 Adam Ledwoń | GKS Katowice |
| Ruch II Chorzów                           | Piotr Mosór, Jacek Bednarz | Zdzisław Strojek | GKS Katowice |
| 23. Juni 1993 in Chorzów (Stadion Śląski) | | |              |
| Ergebnis: 1:1 n. V. (1:1, 1:0), 4:5 i. E. | | |              |
| Zuschauer: 10.000                         | | |              |
| Schiedsrichter: Ryszard Wójcik (Opole)    | | |              |